# الفتنة الثانية
تُشير تسمية الفتنة الثانية إلى فترة الاضطرابات السياسية والعسكرية والحرب الأهلية التي عصفت بالمجتمع الإسلامي مع بدايات الخلافة الأموية. حدثت الفتنة بعد وفاة أول خلفاء بني أمية معاوية بن أبي سفيان في العام 680م، ودامت اثنتي عشرة سنة تقريبًا. شملت أحداث الفتنة إخمادَ تمرّدين على ولاية بني أمية، قادَ الأول الحسين بن علي وأنصاره من بعده بمن فيهم سليمان بن صرد والمختار الثقفي الذين احتشدوا في العراق للثأر من مقتله، وقاد التمرد الثاني عبد الله بن الزبير.
يعود تاريخ الحرب الأهلية إلى أحداث الفتنة الأولى. بعد فتنة مقتل عثمان، شهد المجتمع الإسلامي أول حروبه الأهلية بخصوص قضية الخلافة، وجاء في مقدمة الخصوم علي بن أبي طالب ومعاوية بن أبي سفيان. بعد اغتيال علي في العام 661، وتنازل خليفته الحسن بن علي في نفس العام، آلت الخلافة إلى معاوية بن أبي سفيان منفردًا. أثارت تحركات معاوية غير المسبوقة لتنصيب ابنه يزيد خليفةً من بعده، أثارت حركة المعارضة، وتصاعدت التوترات بعد وفاة معاوية. دعا الموالون لبني علي الحسينَ بن علي إلى الكوفة للإطاحة بالأمويين، لكنه قُتل مع نفرٍ من مرافقيه على الطريق إلى الكوفة في معركة كربلاء في أكتوبر من العام 680م.
هاجم جيش يزيد المتمردين المناوئين لخلافته في المدينة المنورة في أغسطس من العام 683م ثم حاصر مكة، حيث نصّب ابن الزبير نفسه خليفةً بدلًا من يزيد. بعد وفاة يزيد في نوفمبر، فُكّ الحصار وانهارت سلطة بني أمية في جميع أنحاء الخلافة ما عدا في مناطق محددة في الشام؛ فبايعت معظم الأمصار ابن الزبير خليفةً. ظهرت في الكوفة سلسلة من الحركات الموالية لبني عليّ المطالبة بالثأر لمقتل الحسين، ابتداءً بثورة التوابين التي قادها ابن صرد، والتي سحقها الأمويون في معركة عين الوردة في يناير من العام 685م. بعد ذلك استولى المختار الثقفي على الكوفة. على الرغم من انتصار قواته على جيش أموي ضخم في معركة الخازر في أغسطس 686م، فقد قُتل المختار الثقفي وأنصاره على يد أتباع ابن الزبير في أبريل من العام 687م بعد سلسلة من المعارك. تحت قيادة عبد الملك بن مروان، استردّ الأمويون سيطرتهم على الخلافة بعد هزيمة أنصار ابن الزبير في معركة دير الجثاليق في العراق، وقتل ابن الزبير في حصار مكة في العام 692م.
ابتدأ عبد الملك بن مروان حركة تطوير جوهرية في الهيكل الإداري للخلافة، تضمنت فيما تضمنته توطيد قوة نظام الخلافة، وإعادة هيكلة الجيش، وتعريب وأسلمة الجهاز الحكومي. أسفرت أحداث الفتنة الثانية عن ترسيخ الميول الطائفية في الإسلام، وظهرت عدة مذاهب ضمن ما أصبح يُعرف لاحقًا باسم الطائفتين السنية والشيعية في الإسلام.

## خلفية الأحداث
بعد اغتيالهم الخليفة الثالث عثمان في العام 656، أعلن المتمردون وسكان المدينة المنورة علي خليفةً، وهو ابن عم النبي محمد وصهره. رفضت غالبية قريش (والتي كانت تضم القبائل المكية التي ينتمي إليها النبي محمد والخلفاء الثلاثة)، بقيادة بعض من أبرز أصحاب النبي محمد كطلحة بن عبيد الله والزبير بن العوام، وزوجة النبي محمد عائشة بنت أبي بكر، رفضوا الاعتراف بخلافة علي. ونادوا بالأخذ بالثأر من قتلة عثمان ومبايعة خليفة جديد عبر الشورى. أذكت هذه الأحداث نار الفتنة الأولى. انتصر علي على معارضيه أولئك في موقعة الجمل بالقرب من البصرة في نوفمبر من العام 656، ثم نقل عاصمة خلافته إلى الحامية العراقية في مدينة الكوفة.
بالإضافة إلى ذلك، لم يعترف معاوية بشرعية خلافة علي، وقد كان والي الشام، ومنتميًا لبني أمية كعثمان بن عفان، وتقابل علي ومعاوية في معركة صفين. وصلت المعركة إلى طريق مسدود في يوليو من العام 657، عندما رفضت قوات علي القتال استجابةً لنداء معاوية للتحكيم. وافق علي مُكرَهًا على التفاوض، لكن فصيلًا من جيشه، أطلق عليه فيما بعد تسمية الخوارج، انشقّ احتجاجًا، واستنكروا قبول علي التحكيم بوصفه كُفرًا. لم يُجدِ التحكيم نفعًا في حسم الخلاف بين معاوية وعلي. اغتيل علي على يد الخوارج في يناير من العام 661، بعد أن أفنى جيش علي غالبية الخوارج في معركة النهروان. وهكذا تبوّء الحسن الابن البِكر لعلي الخلافة، لكن معاوية لم يُقرّ بشرعيته وغزا العراق. في أغسطس، تنازل الحسن عن الخلافة لمعاوية فيما يُعرف بعام الجماعة، وهكذا انتهت أحداث الفتنة الأولى. ونُقلت عاصمة الخلافة إلى دمشق.

### خلافة يزيد
أفضى عام الجماعة إلى حالة سلمٍ مؤقتة، إنمّا لم يُسفر عن إنشاء إطار للخلافة. ومثلما سبّبت من قلاقل في الماضي، فقد كان من المحتمل أن تخلق مسألة الخلافة مشاكل في المستقبل. كتب المستشرق برنارد لويس قائلًا: «لم يكن ثمة أمثلةٌ من التاريخ الإسلامي متاحة لمعاوية كي يقتفيها سوى الانتخابات أو الحرب الأهلية. ولم تكن أولاهما صالحة للتطبيق، في حين أن عيوب اللجوء للحربِ بادية للعيان». أراد معاوية تسوية القضية خلال حياته عبر تسمية ابنه يزيد خلفًا له. في العام 676 أعلن معاوية ترشيحه يزيدًا. نظرًا لعدم وجود حالة مشابهة لتلك في التاريخ الإسلامي، أثارت مسألة توريث الخلافة معارضةَ عدّة جهات، واعتُبر الترشيح إفسادًا لنظام الخلافة وجعْله ملكيًا.
استدعى معاوية مجلس الشورى إلى دمشق وأقنع الممثلين عن مختلف الأمصار عبر الدبلوماسية والرشاوى. عارضَ الترشيحَ بعضُ أبناء صحابة النبي محمد الكبار، كالحسين بن علي، وعبد الله بن الزبير، وعبد الله بن عمر، وعبد الرحمن بن أبي بكر، وجميعهم، بحكم نسبهم، كان لهم الحق بالمطالبة بمنصب الخليفة. اضطرّوا جميعًا إلى التزام الصمت بسبب تهديدات معاوية والقبول العام بيزيد في جميع أنحاء الخلافة.
يذكر المؤرخ فريد دونر أن الخلافات بخصوص قيادة المجتمع المسلم لم تُسوّ في الفتنة الأولى، وقد عادت إلى الظهور مرة أخرى عند وفاة معاوية في أبريل من العام 680. قبيل وفاته، حذر معاوية يزيد من أن الحسين وابن الزبير قد يعارضان حكمه، وطلب منه هزيمتهما إذا عارضوه. اعتُبر ابن الزبير على وجه الخصوص خصمًا خطيرًا ويجب التعامل بقسوة ما لم يرضخ لشروط الاتفاق. عند تقلّده الخلافة، أمر يزيد والي المدينة المنورة، ابن عمه الوليد بن عتبة أن يحصل على مبايعة الحسين وابن الزبير وابن عمر، بالقوة إذا استلزم الأمر. طلب الوليد مشورة قريبه مروان بن الحكم. أشار عليه ابن الحكم بإجبار ابن الزبير والحسين على إعطاء البيعة نظرًا لخطورتهما، في حين نصحه بترك ابن عمر وشأنه كونه لا يشكل أي تهديد. استدعى الوليدُ الحسينَ وابن الزبير، لكن ابن الزبير هرب إلى مكة. امتثل الحسين للاستدعاء، لكنه رفض مبايعة يزيد خلال الاجتماع المُحاط بالسرية، ذاكرًا أن البيعة يجب أن تتمّ في العلن. هدد مروان بن الحكم بسجنه، لكن الوليد لم يشأ أن يتخذ أي إجراء ضد الحسين بسبب قرابته من النبي محمد. بعد عدة أيام، غادر حسين المدينة متجهًا نحو مكة دون أن يبايع. ويرى المتخصص في الدراسات الإسلامية جيرالد هوتينغ أن «...التوترات والضغوط التي أخمدها معاوية قد ظهرت إلى السطح خلال خلافة يزيد، ونشبت بعد وفاته عندما انكسرت سلطة الأمويين بشكل مؤقت».